# Инфестација
Инфестација, инвазија, напад (лат. infestatio, од речи infeste – непријатељски, infesto – напасти) је израз којим се означава заражавање животињским паразитима и другим штеточинама (инсектима, црвима, бувама или прегљевима) људи, животиња, усева и хране.

## Терминологија
Инфестација у медицини
Уопштено, термин инфестација (зараза) у медицини се односи на заражавање паразитским болестима које преносе и изазвају животиње, као што су зглавкари (тј. гриње и крпељи), ваши и црви. Термин инфестација искључује заразе изазване протозоама, гљивицама и бактеријама.
Инфестација штеточинама или инвазија штеточина
- Појава једне или више врста штеточина на подручју или месту где су њихов број и утицај тренутно или потенцијално на неподношљивим нивоима.
- Нагли пораст у деструктивности или бројности одређених врста штеточина на одређеном подручју.

Инфестација хране
Контаминирана и покварена храна због неке врсте штеточина.
Инфестација усева
Инфестација усева је напад паразита на усеве. Међу кичмењацима многе штеточине усева су сисари, нарочито из реда глодара и птица. Међу бескичмењацима инфестацију усева могу изазвати одређене врсте гастропода и велик број црва из реда нематода (глиста) које наносе штету усевима. Најразличитије и најбројније врсте штеточина на усевима су зглавкари - инсекти, пауци и неке врсте стонога и ракова. ФАО процењује да су годишњи губици у свету због инфестације усева отприлике 20-25% потенцијалног приноса усева намењених за храну, у свету.

## Значај
Инфетсција паразитима и другим штеточинама распрострањена је широм света и може се јавити појединачно, у мањим групама или у облику великих епидемија. Иако је у прошлости епидемијска појава инфестације била приписивана сиромаштву, лошим хигијенским условима и пренасељености, чињеница је да од паразитарних болести могу бити заражени људи свих социоекономских нивоа без обзира на пол, узраст, расу или ниво и стандард личне хигијене.
Епидемијски облици инфестације се чешће јављају у условима колективног смештаја, као што су предшколске установе, старачки домови, социјалне установе, затвори или у виду породичних епидемија. Чланови породице и сексуални партнери инфестиране особе су у високом ризику од заражавања.
Симптоми болести јављају се од неколико дана до више недеља након инфестације код особа које се први пут инфестирају. Код особа које су раније већ имале, симптоме инфестирања тегобе настају већ након неколико часова или дана по поновној експозицији. Инфестирана (заражене) особа може бити заразна од момента експозиције па све док не буду уништени паразити који су изазвали инфестирања било одговарајућим лековима или запрашивањем одеће, постељине и простора у коме борави заражена особа.